# Carles Giró Puig
Carles Giró Puig (Reus 13 de febrer de 1917 - 19 de gener de 1976) va ser un advocat i periodista català.
Fill de Joan Giró Briansó, músic i comerciant, de Valls i de Mercè Puig Casulleres, de Reus, de petit va contraure la poliomielitis que va afectar de forma important el seu físic i la seva capacitat per caminar. Passada la part més dura de la malaltia i les dificultats de la readaptació, va estudiar batxillerat i després la carrera de Dret amb notes brillants. Va obrir un bufet d'advocat a Reus i va ser assessor jurídic de l'Ajuntament de la ciutat durant molts anys. D'un catolicisme militant i ultraconservador, va dirigir des de la seva fundació fins que va morir, el Setmanari Reus, on s'expressava «com un franquista radical» segons diu el poeta i memorialista reusenc Xavier Amorós. Al Setmanari Reus utilitzava diferents pseudònims: «Gil y Veciana», »Bernardo de Aguiló», «Guaita», i també el seu nom i cognom o una G. Xavier Amorós comenta que si algú volgués fer un estudi del franquisme a la ciutat de Reus només li caldria llegir els textos de Giró al Setmanari Reus. Va col·laborar al Diario Español de Tarragona, portaveu del règim franquista, i va ser corresponsal de l'Agència EFE. En la seva època d'estudiant havia estat redactor en cap i director de la revista estudiantil Aules i redactor de Batxiller.
Va ser president de la secció local d'Acció Catòlica i donà diverses conferències en entitats catòliques reusenques.